# Те Уманібонг
Те Уманібонг або Національний культурний центр і музей Кірибаті (англ. Te Umanibong) — етнологічний музей у Бікенібу на атолі Тарава в Кірибаті. В ньому знаходяться експонати, артефакти та інші предмети культурного та історичного значення. Є єдиним музеєм у Республіці Кірибаті.

## Опис
Назва музею uma ni bong перекладається з мови кірибаті як «зірковий будинок». Музей знаходиться в підпорядкуванні Відділу культури Міністерства внутрішніх і соціальних справ Республіки Кірибаті. Розташований на ділянці в півтора гектари в центрі міста Бікенібу. Національний культурний центр і музей Кірибаті складається з головного будинку площею близько 20 метрів на 15 метрів і двох інших допоміжних споруд. У музеї представлено 250 експонатів історико-культурного значення, а також інші експонати і колекції.